# El Horcón
El Horcón är en ort i Mexiko.   Den ligger i kommunen Tihuatlán och delstaten Veracruz, i den sydöstra delen av landet, 220 km nordost om huvudstaden Mexico City. El Horcón ligger 104 meter över havet och antalet invånare är 282.
Terrängen runt El Horcón är platt. Runt El Horcón är det ganska tätbefolkat, med 172 invånare per kvadratkilometer. Närmaste större samhälle är Tihuatlan, 5,4 km sydväst om El Horcón. Trakten runt El Horcón består till största delen av jordbruksmark.